# Valentina Turisini
Valentina Turisini (née le 16 août 1969 à Trieste) est une tireuse sportive italienne.
Elle remporte la médaille d'argent dans l'épreuve de carabine à 3 positions à 50 mètres aux Jeux olympiques d'été de 2004 à Athènes.